# NGC 3281
NGC 3281 est une galaxie spirale située dans la constellation de la Machine pneumatique. NGC 3281 a été découverte par l'astronome britannique John Herschel en 1834.

## Caractéristiques
Sa vitesse par rapport au fond diffus cosmologique est de 3 523 ± 31 km/s, ce qui correspond à une distance de Hubble de 52,0 ± 3,7 Mpc (∼170 millions d'al).
La classe de luminosité de NGC 3281 est I-II et elle présente une large raie HI. Elle renferme également des régions d'hydrogène ionisé. C'est aussi une galaxie active de type Seyfert 2.

## Trou noir supermassif
Une étude réalisée  en 2007 auprès de 90 galaxies de type Seyfert 2 utilisant la dispersion des vitesses a permis d'estimer la masse des trous noirs supermassifs centraux de celles-ci. Pour NGC 3281, la masse du trou noir est égale à 19 × 106 {\displaystyle M_{\odot }} (107,28).
Selon un article publié en 2012, plusieurs études de la dispersion des vitesses dans la région centrale ont permis d'estimer sa masse à 8,13 × 107 {\displaystyle M_{\odot }} (107,91).
Selon les auteurs d'un article publié en 2012, la connaissance de la masse d'un trou noir central et du taux d'accrétion par celui-ci permet d'estimer le taux de formation d'étoiles dans la région centrale des galaxies de type Seyfert. Ce taux pour NGC 3281 serait à l'intérieur d'un rayon de 1 kpc respectivement de 0,87 {\displaystyle M_{\odot }}/an.

## Groupe de NGC 3281
La galaxie NGC 3281 est le plus vaste membre d'un groupe de galaxies qui porte son nom. Le groupe de groupe de NGC 3281 compte au moins six autres galaxies: NGC 3249, NGC 3257, NGC 3275, ESO 375-26, ESO 375-62 et ESO 375-69.